# Too Much (Drake)
Too Much è un singolo del rapper canadese Drake pubblicato il 31 ottobre 2013.

## Descrizione
Il brano vede la collaborazione di Sampha.

## Tracce
1. Too Much – 4:21